# Stéphane Udry
Stéphane Udry (Sion, 1961) è un astronomo svizzero che lavora all'Università di Ginevra.
Dopo essersi laureato in scienze naturali all'Università di Ginevra nel 1992, seguì un corso di specializzazione di due anni in astronomia alla Rutgers University del New Jersey.
Tornato a Ginevra, cominciò a lavorare nel gruppo di Michel Mayor, impegnato nella ricerca di pianeti extrasolari.
Nel 2007 Udry è stato nominato professore di ruolo alla facoltà di scienze naturali dell'Università di Ginevra.

## Attività di ricerca
Impegnato inizialmente nello studio della dinamica delle galassie, Udry si occupa attualmente della ricerca di pianeti extrasolari, tramite il metodo della variazione della velocità radiale delle stelle. Ha preso parte alla scoperta di 84 pianeti extrasolari, tra cui Gliese 581 c (annunciata il 25 aprile 2007), un pianeta di tipo terrestre orbitante nella zona abitabile della stella Gliese 581, distante 20,3 AL dalla Terra.